# Корж, Никита Леонтьевич
Никита Леонтьевич Корж (1731—1835) — запорожец, известный устными рассказами об украинских землях, главным образом о Запорожской Сечи.

## Биография
Родился, по не подтверждённым документально сведениям, 30 мая 1731 года в казацком местечке Новый Кодак (ныне входит в состав города Днепр).
В 7 лет привёз его в Запорожскую Сечь крестный отец. Корж прошёл путь настоящего казака — от джуры (оруженосца) до войскового старшины. Был назначен сечевым знахарем. Кроме того, у атамана Петра Калнышевского Никита Корж был кухарем и доверенным лицом — конфидентом.
После ликвидации Сечи Никита Леонтьевич поселился в слободе Половица (ныне часть города Днепр).
Когда в 1787 году началось заселение будущего города, Никита Леонтьевич переселился в зимовник своего крёстного отца, бывшего войскового есаула Я. Качалова.
На реке Сухая Сура императрица своим указом отвела ему 10 тысяч десятин запорожской земли. Корж пригласил жителей Нового Кодака и Половицы поселиться на его земле, «взяв сколько поднять сможете». Так образовались новые «вольные хутора», которые позже стали селом Михайловкой.
Никита Леонтьевич умер 1 ноября 1835 года от простуды, которую получил, ходя за сбором подаяния на построение новой церкви.
Известен тем, что его любопытные и весьма характерные рассказы, записанные Гавриилом, архиепископом херсонским и таврическим, и Иоанном, епископом саратовским, изданы особой книжкой, под названием: «Устное повествование бывшего запорожца, жителя Екатеринославской губернии и уезда, села Михайловского, Никиты Леонтьевича Коржа» в 1842 году в Одессе — являются особым историческим источником, повествующем о последних днях Новой Сечи, о быте и жизни запорожских казаков, об истории города Днепр и области.
Несколько лет назад по инициативе Натальи Семёновой и ее коллег в с. Сурско-Михайловка создан народный музей Никиты Коржа, который охотно посещают школьники Солонянского и других районов. Художник Мирослав Добрянский подарил музею несколько своих картин.